# Кулов Кубаді Дмитрович
Кубаді Дмитрович Кулов (1907, село Кадат Владикавказького округу Терської області, тепер Північна Осетія, Російська Федерація — вересень 1980, місто Орджонікідзе, тепер місто Владикавказ, Російська Федерація) — радянський партійний діяч, 1-й секретар Північно-Осетинського обласного комітету КПРС, голова Ради народних комісарів Північно-Осетинської АРСР. Кандидат у члени ЦК КПРС (1952—1954). Депутат Верховної Ради СРСР 1—3-го скликань.

## Біографія
Народився в бідній селянській родині. У 1922 році вступив до комсомолу.
У червні 1922 — серпні 1923 року — відповідальний секретар осередку комсомолу (РКСМ) села Хумалаг Північно-Осетинського (Владикавказького) округу Горської АРСР.
З серпня 1923 по червень 1925 року — студент Осетинського педагогічного технікуму в місті Владикавказі.
У червні — серпні 1925 року — секретар Ольчинської сільської ради Північно-Осетинської автономної області. З серпня по листопад 1925 року — відповідальний секретар профспілки «Робземліс» в селі Тулатово Північно-Осетинської автономної області. З листопада 1925 по вересень 1926  — завідувач початкової школи в селищі Хумалазі.
У вересні 1926 — серпні 1927 року — студент Північно-Кавказького педагогічного інституту в місті Владикавказі.
Член ВКП(б) з травня 1927 року.
У серпні 1927 — червні 1930 року — студент юридичного факультету 1-го Московського державного університету.
У червні 1930 — 1933 року — помічник прокурора Північно-Осетинської автономної області. У 1933 — листопаді 1936 року — заступник прокурора Північно-Осетинської автономної області, прокурор Північно-Осетинської автономної області по спеціальних справах.
У листопаді 1936 — вересні 1937 року — завідувач відділу партійної пропаганди і агітації Орджонікідзевського міського комітету ВКП(б).
У вересні 1937 — червні 1938 року — завідувач відділу партійної пропаганди і агітації Північно-Осетинського обласного комітету ВКП(б).
У листопаді 1937 — червні 1938 року — 2-й секретар Північно-Осетинського обласного комітету ВКП(б).
У червні — липні 1938 року — в.о. голови виконавчого комітету рад Північно-Осетинської АРСР. У липні 1938 — 20 березня 1944 року — голова Ради народних комісарів Північно-Осетинської АРСР. З 1942 року — заступник голови, голова Орджонікідзевського комітету оборони, член Військової ради 9-ї армії.
У березні 1944 — листопаді 1953 року — 1-й секретар Північно-Осетинського обласного комітету ВКП(б).
У грудні 1953 — травні 1954 року — директор Хумалазької машинно-тракторної станції Дарг-Кохського району Північно-Осетинської АРСР.
Рішенням пленуму ЦК КПРС 2 березня 1954 виключений із складу кандидатів у члени ЦК КПРС. Отримав сувору догану від КПК при ЦК КПРС 18 серпня 1954 за «антипартійну поведінку, що виразилася у вихвалянні Берії».
З квітня 1954 року жив у місті Орджонікідзе. У травні 1954 — березні 1957 року — директор Орджонікідзевської машинно-дорожньої станції № 60.
У березні 1957 — квітні 1971 року — начальник Північно-Осетинського управління лісового господарства.
З квітня 1971 року — персональний пенсіонер союзного значення в місті Орджонікідзе.
Помер у вересні 1980 року. Похований в Некрополі біля Осетинської церкви.
На будинку у Владикавказі, де проживав Кулов, 12 березня 2014 року відкрита меморіальна дошка.

## Нагороди
- три ордени Леніна
- орден Трудового Червоного Прапора
- два ордени «Знак Пошани»
- медалі